# Ипсилон совица
Ипсилон совица (енгл. Agrotis ipsilon, рус. Совка-ипсилон) је врста ноћног лептира из фамилије совица (Noctuidae).

## Распрострањеност
Врста насељава следеће земље: Исланд,Норвешка, Шведска, Данска, Финска, Република Ирска, Уједињено Краљевство, Холандија, Белгија, Француска, Шпанија, Португалија, Андора,Италија, Монако, Малта, Сан Марино, Швајцарска, Аустрија, Лихтенштајн, Луксембург, Чешка, Словачка,Мађарска, Словенија, Хрватска, Србија, Босна и Херцеговина, Црна Гора, Албанија, Македонија, Грчка, Турска, Бугарска, Румунија, Молдавија, Украјина, Русија, Белорусија,Пољска,Литванија, Летонија, Естонија. Такође је присутна и на Малти, острвима Сардинија, Сицилија и Корѕика, Балеарским острвима, Кипру, Грчким острвима, Северној Африци, Блиском истоку, Западној Аѕији и Леванту.

### Станиште и биљка хранитељка
Иако нема специјалних преференција по питању станишта, ипсилон совица најчешће насељава отворена станишта. Храни се полифагно, а бележена је на биљкама попут трава (лат. Poaceae). У случајевима пренамножавања, ипсилон совица може нанети штету у усевима житарица и свих врста поврћа. Начин храњења гусенице подразумева прогризање доњег дела биљка што доводи до исушивања и неповратног оштећења.

### Опис
Врста има две или више генерација годдишње, у зависности од географског подручја. Већи број генерација типичан је за топлије крајеве. Гусенице наликују сродницима из рода, мрке су боје и камуфлажних маркација. Често се проналазе на тлу. Могу имати и до девет ларвених ступњева, а код ове врсте је бележен и канибализам у стадијуму гусенице. Распон крила код адулта достиже 50 мм, а на предњим крилима је присутна маркација по којој врста носи име. Адулти су опрашивачи листопадног дрвећа и привлачи их нектар.